# Червеноопашати змии
Червеноопашатите змии (Gonyosoma) са род влечуги от семейство Смокообразни (Colubridae).
Таксонът е описан за пръв път от Йохан Георг Ваглер през 1828 година.

## Видове
- Gonyosoma boulengeri
- Gonyosoma coeruleum
- Gonyosoma frenatum
- Gonyosoma hainanense
- Gonyosoma jansenii
- Gonyosoma margaritatus
- Gonyosoma oxycephalum – Червеноопашат зелен смок
- Gonyosoma prasinum